# Pócsfalu
Pócsfalu (németül: Rosendorf) Badafalva településrésze, egykor önálló község, Ausztriában, Burgenland tartományban a Gyanafalvi járásban.

## Fekvése
Szentgotthárdtól 5 km-re nyugatra a Lapincs jobb partján fekszik.

## Története
A települést "Pacfalu" néven 1187-ben III. Orbán pápa a szentgotthárdi ciszterci apátságnak írt kiváltságlevelében mint az apátsághoz tartozó majort említik először. 1350-ben "Bochfolua",  1548-ban "Pochfalwa", 1593-ban "Pathffalwa", 1620-ban "Poczfalua" alakban említik a korabeli forrásokban. Nevét feltehetően első birtokosáról kapta. Sorsa a későbbiekben szorosan kötődött az apátsághoz. 1391-ben az apátság többi birtokával együtt a Széchyek szerezték meg. 1480-ban Hunyadi Mátyás visszaadta az újra önállóvá lett apátságnak, de halála után újra a Széchyeké. 1528-ban I. Ferdinánd az apátsággal együtt Serédy Gáspárnak adta, majd rövid ideig újra a Széchyeké. 1605-ben Bocskai hajdúi dúlták fel. 1720-ban 6 portát számláltak a településen. 1787-ben 18 házában 96 lakos élt. 1830-ban 17 háza és 118 lakosa volt.
Vályi András szerint „ PÓCSFALU. Vas Vármegyében, földes Urai a’ Czisztertzita Szerzetbéli Atyák, fekszik Bodafalvához közel, mellynek filiája, határjának javai szerént, második osztálybéli.”
Fényes Elek szerint „ Pócsfalu (Potschendorf), német falu, Vas vmegyében, a szentgothárdi uradalomban, a Lapincs völgyben, 123 kath. lak.”
Vas vármegye monográfiája szerint „ Pócsfalu, 32 házzal és 320 németajkú r. kath. vallású lakossal. Postája Nagyfalva, távírója Szent-Gotthárd. A szent-gotthárdi uradalomhoz tartozott.”
1910-ben 216, túlnyomórészt német lakosa volt. 1921-ig Vas vármegye Szentgotthárdi járásához tartozott. A békeszerződések mint németajkú települést Ausztriának ítélték. 1971-ben közigazgatásilag Badafalvához csatolták. A csatornahálózat 1986-ban épült ki. 1992-ben felépült a tűzoltó szerház. 2001-ben 108 lakosa volt.

## Külső hivatkozások
- Pócsfalu a dél-burgenlandi települések honlapján
- Pócsfalu a dél-burgenlandi települések honlapján
- A burgenlandi települések történeti lexikona